# Scott McCloud
Scott McCloud, urodzony jako Scott McLeod (ur. 10 czerwca 1960 w Bostonie) – amerykański rysownik i teoretyk komiksowy.

## Życiorys
Urodził się 1960 w Bostonie jako najmłodsze dziecko Willarda Wise'a (niewidomego wynalazcy i inżyniera) i Patricii Beatrice McLeod. Dorastał głównie w Lexington w stanie Massachusetts. Postanowił, że zostanie artystą komiksowym w 1975, w trzeciej klasie liceum.
Uczęszczał do programu ilustratorskiego na Uniwersytecie Syracuse w Syracuse w stanie Nowy Jork, gdzie w 1982 uzyskał tytuł licencjata sztuk pięknych (ang. Bachelor of Fine Arts).
W latach licealnych współpracował przy komiksach ze swoim kolegą ze szkoły Kurtem Busiekiem, który od tamtej pory odniósł sukces jako twórca. Będąc jeszcze nastolatkami, obaj wraz z Christopherem Bingiem, zdobywcą Medalu Caldecotta w 2001, i Richardem Howellem stworzyli pierwszy licencjonowany komiks crossoverowy Marvel Comics/DC Comics Pow! Biff! Pops!. Wydany jednorazowo w połączeniu z występem Boston Pops w 1978, podczas z koncertu o tematyce komiksowej.
Pracując jako artysta produkcyjny w DC Comics, McCloud stworzył w 1984 pogodną serię komiksów science fiction/superbohaterskich Zot!, częściowo jako reakcję na coraz bardziej ponury kierunek, w jakim komiksy o superbohaterach przybrały w latach 80. Jego inna twórczość obejmuje czarno-biały komiks Destroy!! z 1986 (celowo przesadzony, mający być parodią schematycznych walk superbohaterów), powieść graficzną z 1998 The New Adventures of Abraham Lincoln (wykonaną przy użyciu mieszanki generowanych komputerowo i ręcznie rysowanych obrazów cyfrowych), 12 wydań komiksów DC Comics Superman Adventures pod koniec lat 90., trzywydaniową serię z 2005 Superman: Strength oraz powieść graficzną z 2015 The Sculptor (pol. Stwórca).

### Komiksy non-fiction
Na początku lat 90. McCloud zaczął tworzyć serię trzech książek o medium i biznesie komiksowym przedstawionych w formie komiksowej. Pierwszą z nich była Understanding Comics: The Invisible Art (pol. Zrozumieć komiks), opublikowana w 1993, która ugruntowała jego pozycję jako popularnego teoretyka komiksu. Książka stanowiła szeroko zakrojone badanie definicji, historii, słownictwa i metod tworzenia komiksu; jest ona szeroko cytowana w akademickich dyskusjach na temat tego medium.
W 2000 opublikował Reinventing Comics: How Imagination and Technology Are Revolutionizing an Art Form, w którym opisał dwanaście mających miejsce „rewolucji”, które jego zdaniem będą kluczem do rozwoju i sukcesu komiksów jako popularnego i kreatywnego medium. Wrócił do skupienia się na samym medium w 2006, wydając Making Comics: Storytelling Secrets of Comics, Manga, and Graphic Novels (pol. Stworzyć komiks), przewodnik instruktażowy dotyczący procesu produkcji komiksów, po którym odbył trasę wykładów promocyjnych (z rodziną) po wszystkich 50 stanach USA i częściach Europy.
W 2008 stworzył komiks-instrukcję obsługi najnowszej przeglądarki Google Chrome zatytułowany po prostu Google Chrome.
W listopadzie 2022 pracował nad szkicem do kolejnej książki o komunikacji wizualnej. Opisał ją jako „absurdalnie ambitny projekt w pełnym kolorze obejmujący ewolucję i biologię widzenia, zasady percepcji wizualnej, demonstracje zachowania się elementów wizualnych w oku; najlepsze praktyki dotyczące przejrzystości, wyjaśnień i skutecznej retoryki; oraz kilka osobistych refleksji na temat doświadczeń [mojej] rodziny ze ślepotą”.

## Twórczość
- Pow! Biff! Pops! (1978; razem z  Richardem Howellem i Christopherem Bingiem)
- Destroy!! (1986)
- Zot!
  - The Original Zot!: Book One (numery 1-4; 1990)
  - Zot!: Book 1 (numery 1-10; 1997)
  - Zot!: Book 2 (numery 11–15 i 17–18; 1998)
  - Zot!: Book 3 (numery 16 i 21-27; 1998)
  - Zot!: The Complete Black and White Collection: 1987–1991 (numery 11-36, 19 i 20; 2008)
- Understanding Comics: The Invisible Art (1993; wyd. polskie: Zrozumieć komiks, 2021)
- The New Adventures of Abraham Lincoln (1998)
- Superman Adventures #2-13 (1997)
- Reinventing Comics: How Imagination and Technology Are Revolutionizing an Art Form (2000)
- Justice League Adventures #16 (2003)
- 24 Hour Comics (2004)
- Superman: Strength #1-3 (2005)
- Making Comics: Storytelling Secrets of Comics, Manga and Graphic Novels (2006)
- Google Chrome (2008)
- Best American Comics 2014 (2014, jako redaktor)
- The Sculptor (2015; wyd. polskie: Stwórca, 2015)